# Stactobia botosaneanui
Stactobia botosaneanui är en nattsländeart som beskrevs av Schmid 1959. Stactobia botosaneanui ingår i släktet Stactobia och familjen smånattsländor. Inga underarter finns listade i Catalogue of Life.